# Московская армия ПВО
Особая Московская армия ПВО — армия ПВО в вооружённых силах СССР во время Великой Отечественной войны.

## Формирование армии
Образована 4 июля 1943 года (постановление ГКО от 29 июня 1943 года) путём переименования Московского фронта ПВО. Организационно входила в состав Западного фронта ПВО, с апреля 1944 года — Северного фронта ПВО.

## Переформирование армии
Постановлением ГКО от 24 декабря 1944 года Московская армия ПВО расформирована. На базе управления армии создано управление Центрального фронта ПВО.

## В действующей армии
В составе действующей армии:
- с 10 июля 1943 года по 1 октября 1943 года.

## Состав армии
Включала:
- Управление (штаб).
- 1-ю воздушную истребительную армию ПВО:
  - 317-я истребительная авиационная дивизия ПВО (317 иад)
  - 318-я истребительная авиационная дивизия ПВО (318 иад)
  - 319-я истребительная авиационная дивизия ПВО (319 иад)
  - 320-я истребительная авиационная дивизия ПВО (320 иад)
- 15 зенитных артиллерийских дивизий
- 3 зенитных пулеметных дивизии
- 4 зенитных прожекторные дивизии
- 3 дивизии аэростатов заграждения
- 2 дивизии ВНОС
- 5 отдельных зенитных артиллерийских полков
- 13 зенитных артиллерийских дивизионов

## Командный состав
- Командующий — генерал-лейтенант артиллерии, с ноября 1944 года генерал-полковник артиллерии Д. А. Журавлев (июль 1943 г. — декабрь 1944 г.)
- Заместитель командующего по боевой подготовке — генерал-майор авиации А. И. Митенков (июль 1943 г. — декабрь 1944 г.)

## Боевая задача
Основная задача армии — прикрытие от ударов с воздуха Москвы, важных объектов и коммуникаций Центрального промышленного района СССР.